# Stizocera bisignata
Stizocera bisignata là một loài bọ cánh cứng trong họ Cerambycidae.